# Antiochus (eunuque)
Pour les articles homonymes, voir Antiochos.
Antiochus ou Antiochos (en grec Ἀντίοχος, fl. 404–421) est un eunuque influent de l'empire romain d'Orient. D'origine perse, il arrive à la cour impériale de Constantinople vers 404, en tant que servant de la chambre impériale de l'empereur Arcadius. Il devient ensuite le précepteur du jeune héritier du trône Théodose, poste qu'il conserve même après la mort d'Arcadius en 408 probablement jusqu'en 414. Vers 421, il est praepositus sacri cubiculi (préposite de la chambre sacrée) avant d'être disgracié, privé de ses biens et exilé comme moine dans une église à Chalcédoine où il finira par mourir.

## Biographie
D'après les chroniques byzantines, Antiochus est d'origine persane et aurait d'abord servi Narses (en), important ministre (vuzurg framadhār) de l'empire Sassanide ayant occupé ce poste une grande partie de la première moitié du Ve siècle. Il apparait pour la première fois à la cour byzantine vers 404, où il devient l'un des servants de la chambre impériale (cubicularius). Bien qu'assez jeune, il jouit des faveurs de l'empereur Arcadius (règne de 395 à 408), ce qui lui permet d'influencer la politique impériale et d'obtenir le poste de précepteur (Bajulus) du jeune héritier du trône, le futur Théodose II (règne de 408 à 450).
Théophane le Confesseur, chroniqueur du IXe siècle, rapporte erronément qu'Antiochus serait arrivé à Constantinople qu'après la mort d'Arcadius en 408, envoyé par le roi sassanide Yazdgard Ier (règne de 399 à 420) pour veiller sur le jeune Théodose II. Le récit de Théophane peut cependant refléter la reconnaissance de sa position comme tuteur impérial par Yazdgard, à qui un Arcadius mourant aurait confié la protection des intérêts de son fils pendant sa minorité. Chrétien convaincu, la correspondance qu'entretient Antiochus avec Yazdgard réussit à assurer la sécurité des chrétiens dans l'empire sassanide.
Antiochus est précepteur de l'empereur probablement jusqu'en 414, lorsque la sœur de Théodose, Pulchérie, prend le relais. Vers 421, il est praepositus sacri cubiculi (préposite de la chambre sacrée), occupant le rang élevé de patrice. C'est aux alentours de 421, probablement après le mariage de l'empereur à Eudocie, qu'il est renvoyé de ses postes au palais impérial par Théodose. Ce dernier n'aurait pas apprécié son attitude condescendante envers le jeune empereur. Ses propriétés, incluant un palais à Constantinople adjacent à l'hippodrome, sont confisqués, et il est forcé à se retirer à l'église Sainte-Euphémie de Chalcédoine en tant que moine où il mourra quelque temps plus tard.